# Чадунели, Гия
Гия Чадунели (груз. გია ჩადუნელი; род. 15 мая 1994, Поти) — грузинский футболист, защитник клуба «Атырау».

## Карьера
Футбольную карьеру начинал в составе клуба «Колхети-1913». 15 декабря 2012 года в матче против клуба «Мерани» Мартвили дебютировал в чемпионате Грузии.
1 августа 2015 года перешёл в грузинский клуб «Гурия».
10 января 2020 года стал игроком грузинского клуба «Гагра» Тбилиси. 8 июля 2021 года в матче против клуба «Сутьеска» дебютировал в Лиге конференций.
1 января 2022 года подписал контракт с грузинским клубом «Сабуртало».

## Достижения
«Гагра» Тбилиси
- Обладатель кубка Грузии: 2020

«Сабуртало»
- Обладатель кубка Грузии: 2023

## Клубная статистика
| Игровая карьера | Игровая карьера | Игровая карьера | Лига | Лига | Кубок | Кубок | Межд. | Межд. | Др. | Др. |
| --------------- | --------------- | --------------- | ---- | ---- | ----- | ----- | ----- | ----- | --- | --- |
| 2018            | Дила            | А               | 32   | 0    | 1     | 0     | —     | —     | —   | —   |
| 2019            | Дила            | А               | 24   | 1    | 1     | 0     | —     | —     | —   | —   |
| 2020            | Гагра (Тбилиси) | Б               | 15   | 1    | 5     | 0     | —     | —     | —   | —   |
| 2021            | Гагра (Тбилиси) | Б               | 33   | 2    | 3     | 0     | 2     | 0     | 1   | 0   |
| 2022            | Сабуртало       | А               | 20   | 0    | 1     | 0     | 4     | 0     | —   | —   |
| 2023            | Сабуртало       | А               | 18   | 0    | 5     | 0     | —     | —     | —   | —   |